# Saint-Pierre-de-Cernières
Saint-Pierre-de-Cernières – miejscowość i gmina we Francji, w regionie Normandia, w departamencie Eure.
Według danych na rok 1990 gminę zamieszkiwało 186 osób, a gęstość zaludnienia wynosiła 16 osób/km² (wśród 1421 gmin Górnej Normandii Saint-Pierre-de-Cernières plasuje się na 715. miejscu pod względem liczby ludności, natomiast pod względem powierzchni na miejscu 265.).